# بحيرة رانكو
بحيرة رانكو هي ثالث أكبر بحيرة في تشيلي، بعد بحيرة يانكيوي وبحيرة كاريرا العامة، تقع في مقاطعة رانكو ، إقليم لوس ريوس .

## نبذه
مساحتها 442 كيلومترًا مربعًا، ويعيش على شواطئها حوالي 30 مجتمعًا محليًا، تضم البحيرة حوالي 25 جزيرة صغيرة، أربع منها فقط مأهولة حاليًا: جزيرة هوابي الجزيرة الرئيسية، ويسكنها شعب المابوتشي، وجزيرة كولكوما، وجزيرة بينيك، وجزيرة ليليبين، التي يسكنها في الغالب أفراد في منازل صيفية.
من أبرز معالم الجذب السياحي في البلدية شواطئ بحيرة رانكو، التي تضم مركزين للتسوق: معرض للحرف اليدوية ومركزًا للأطعمة، بالإضافة إلى حديقة مائية مفتوحة للزوار والسكان خلال فصل الصيف، بفضل شاطئها، تُعدّ بحيرة رانكو وجهةً سياحيةً واعدةً، تُوفّر المدينة أماكن إقامة وكبائن وتخييمًا للسياح القادمين إلى المنطقة .